# Третьяков, Денис Анатольевич
Дени́с Анато́льевич Третьяко́в (род. 1 апреля 1974, Новочеркасск, СССР) — российский поэт, музыкант, лидер групп Церковь Детства, Братья Тузловы.

## Биография
Родился 1 апреля 1974 года в Новочеркасске. Окончил факультет философии и культурологии Ростовского Государственного университета.
В качестве автора-исполнителя собственных песен впервые выходит на сцену по совету Анны Герасимовой (псевд. Умка). С 2000 года выступает по городам России, а весной 2002-года отправляется в гастрольный тур по Германии и Франции вместе с музыкантами казахстанской панк-группы Адаптация. Немецкие музыкальные критики определяют стиль песен Третьякова как punk-chanson и apocalyptic folk, сам автор называет его «дарк-шансон» и «параллельная эстрада».
В апреле 2002-го, вдвоем с музыкантом групп Swans и Angels of Light Кристофом Ханом (Christoph Hahn) Третьяков записывает в берлинской студии дебютное демо. В том же году московский лейбл Выргород выпускает аудиокассету, составленную из концертных записей выступлений Дениса в клубах Москвы и Санкт-Петербурга и отреставрированных Сергеем Летовым. Стихи Третьякова издаются в литературных сборниках под редакцией российского поэта и критика Алексея Дидурова, а песни выходят в аудио-антологиях.
В 2003 году собирает ансамбль Церковь Детства. В музыкальном издательстве Выргород выходит концертный диск группы «Минные поля». Бонус-треком альбома стала заглавная песня, которую Третьяков исполнил дуэтом с гитаристом Леонидом Сойбельманом. Группа гастролирует в России и зарубежье, записывает свой первый студийный альбом «Лаокоон». Для лицевой стороны обложки диска позирует российский филолог и перформансист Псой Короленко.
Диски Третьякова и Церкви Детства издает издательство «Выргород» — «Дьявол в твоем сердце», «К святым местам», «Страна приливов» и другие.
В 2015 году вместе с Олегом Толстолуцким организовывает дуэт Братья Тузловы. В 2017 году с группой Majdanek Waltz записывает диск на стихи Алистера Кроули.
С 2013 года работает в театре, пишет музыку и песни для спектаклей Юрия Муравицкого и Германа Грекова — «Папа», «Ханана» (четыре номинации на театральную премию «Золотая Маска»), «Горница». Песня Третьякова «Нож» звучит в спектакле «Сережа, очень тупой», по пьесе Дмитрия Данилова. В 2023 году опера "Это любовь", композитором и соавтором либретто которой стал Третьяков, попала в лонг-лист "Золотой маски". 
В 2020 году создает новый проект Крот.
Композиции Дениса Третьякова использованы в фильмах «Блогер» и «Смуthи в протрете ин100грамма», «Звезда»
В настоящее время музыкант выступает сольно, с группами Церковь Детства, Братья Тузловы, в составе коллабораций с Кристофом Ханом.
Занимается журналистикой. Работал руководителем ИА «Росбалт-Юг», пресс-центра ИА «Интерфакс-Юг», ИА «РБК-Ростов» и др. Пишет пьесы для театра. Дружит с активистами «Русского мира» Натальей Макеевой и Валерием Коровиным.
Поддержал аннексию Крыма. Вторжение России в Украину не осудил.

## «Философия Церкви Детства»
Соседом подростка Третьякова был серийный убийца Андрей Чикатило. Суд над знаменитым маньяком произвёл сильное впечатление на будущего музыканта и в дальнейшем повлиял на его творчество (песни «Лесополоса», «Деревья качаются без ветра»). Большинство текстов «Церкви Детства» основаны на теоретических концепциях Третьякова о несовершенстве Вселенной и вечном противоборстве мира детей и взрослых.
«Церковь детства» — один из немногих коллективов, имеющих свою оригинальную философию: война живого против мертвого, причастность чуду детства. „Церковь Детства“ — это, по сути, „ребятам о зверятах“: сложнейшие экзистенциальные проблемы подаются нарочито незатейливым языком, а интеллектуал Третьяков небезуспешно примеряет на себя одежки пацанства.»
"Денис Третьяков и «Церковь Детства» — популяризаторы так называемой «параллельной эстрады». Радости грядущего пришествия, контакты с дружественными инопланетными цивилизациями, жизнь и смерть неизвестных божеств, дворовые легенды о чистой любви, и мифы о находчивых суперменах — вот темы песен «Церкви Детства».

## Братья Тузловы
«Братья Тузловы» — проект, участниками которого являются «братья Карп и Яков Тузловы» (Денис Третьяков — вокал, гитара, и Олег Толстолуцкий — вокал, баян, бас). В 2015 году выпущен альбом «Сказки о рыбаках и рыбках», в 2019 году диск "Ханана".

## Отзывы о творчестве
- Андрей Смирнов (газета «Завтра»): «…Третьяков строит свои ностальгические эпосы на конкретных образах, не уходя в заоблачные дали беспрерывного потока сознания. Его песни— песни действия, в которых, как в хорошей драматургии, имеет место сюжет и прекрасно выведены образы действующих персонажей. Песни Третьякова, растерзанные на цитаты и присказки, подтверждают вышесказанное»[17].
- Алексей Дидуров: «В общении простой и улыбчивый, в песнях своих Денис — трагик и эпик. Дело Башлачева живет, пока Денис побеждает. А он побеждает. Значит, дело Башлачева живет. Я очень, очень болею за это дело…»[18].

## Дискография

##### Сольные альбомы
- "Пескарь" (ЕР, совместно с Кристофом Ханом), 2002
- "Концерт в Зоопарке", Выргород, 2002
- "Концерт в Могилеве", 2005
- "Дьявол в твоем сердце", Выргород, 2012
- "Совершеннолетие", КультФронт, 2019

##### Церковь Детства
- "Минные поля", Выргород, 2003
- "Лаокоон", Выргород, 2009
- "К святым местам", Выргород, 2015
- "Страна приливов. Госархивы", Выргород, 2017
- "Тёмные воды", 2022

##### Братья Тузловы
- "Сказки о рыбаках и рыбках", Выргород, 2015
- "Ханана", 2019[19]

##### Денис Третьяков и Majdanek Waltz
- "Пентаграмма", КультФронт, 2017[20]

###### Крот
- "Крот", Krot.rec, 2020[21]

##### DVD
- «Веселей, товарищи!», издан «Центром живого рока», Белоруссия, Могилев, 2006

## Работы в театре
- 2013 — «Папа» (реж. Ю. Муравицкий, драм. Л. Мульменко). Театр «18+», Ростов-на-Дону[22][23].
- 2018 - "Ханана" (реж. Ю. Муравицкий, драм. Г. Греков). Театр "18+", Ростов-на-Дону [24]
- 2019 - "Горница" (реж., драм. Г. Греков). Театр ЦСД, Екатеринбург[25]
- 2023 - "Это любовь" (реж., Г. Греков, драм. В. Бабкина). Театр "Линии", Ростов-на-Дону[26]

### Интервью
- Журнал "Совсем другая музыка", 2002
- Журнал "ПодЛед", 2019
- Программа Депресна, 2019
- Сайт Colta, 2020
- Новый проспект, 2021

### Рецензии
- Рецензия на «Минные Поля» на сайте Наш Неформат
- Наш Неформат: «Детки в клетке»
- Андрей Смирнов: «Денис Третьяков. Бомба для Вавилона», газета «Завтра» , 4 августа 2004 г.
- Маркелова О. А. «Любовь как награда, как фронт без пощады…». Взаимоотношения человека с богом и судьбой в альбоме группы «Церкви детства» «Минные поля» // Русская рок-поэзия: текст и контекст. — 2007. — № 9. — С. 238-248.
- Рецензия на диск «Концерт в Могилеве» на портале Morok
- Андрей Смирнов, рецензия на диск «Лакоон»
- Рецензия на диск «Минные поля» на КМ.RU
- Звучащая литература, журнал «Новый Мир» 2006, № 12

### Разное
- Альбомы Церкви Детства на Яндексе
- Аудиокассета «В питерском Зоопарке» на сайте издательства «Выргород»
- Песни Дениса Третьякова на сайте "Рок-кабаре «Кардиограмма». Фото
- Альбом «Минные поля» на сайте «Выргород»
- Альбом «Лаокоон» на сайте «Выргород»
- Сергей Простаков, газета Вечерний Ростов: «Личная дорога в личный ад Третьякова»
- «Концерт в Могилеве» на сайте Реалмюзик